# The Source
The Source (ang.: Źródło) – amerykański magazyn (miesięcznik) zajmujący się hip-hopem, polityką oraz kulturą. Magazyn został założony w roku  1988 z inicjatywy Davida Maysa oraz Jona Shectera. Aktualnie jego właścicielem jest Black Enterprise. Obecnie funkcję redaktora naczelnego pełni Jeremy Miller.  The Source mimo skromnego startu, jest aktualnie jednym z największych i najbardziej wpływowych magazynów hip-hop w USA.

## Historia
The Source zostało założone przez David Maysa oraz Jona Shectera, absolwentów Uniwersytetu Harvarda. Byli oni zafascynowani kulturą hip-hopu i rapem - nowym, wschodzącym typem muzyki. Na początku The Source było wydawane jako biuletyn, po czym dzięki wywiadowi z LL Cool J zyskało na popularności i stało się jednym z czołowych magazynów hip-hop w USA.
Dwójka założycieli zdecydowała się zatrudnić swych przyjaciół - Jamesa Benarda oraz Eda Younga, którzy niemal natychmiastowo stali się współakcjonariuszami magazynu. W roku 1990 siedziba The Source została przeniesiona z Bostonu do Nowego Jorku w celu zwiększenia rynku zbytu.